# Teenage Mutant Ninja Turtles III: The Manhattan Project
Teenage Mutant Ninja Turtles III: The Manhattan Project är titeln på den tredje datorspelsversionen av Teenage Mutant Ninja Turtles till Nintendo Entertainment System och släpptes i Japan den 13 december 1991 och i Nordamerika i februari 1992.
Spelet släpptes i Japan som Teenage Mutant Ninja Turtles 2: The Manhattan Project (ティーンエージ・ミュータント・ニンジャ・タートルズ2 ザ・マンハッタ・ブロゾェク Tīn'ēji Myūtanto Ninja Tātoruzu Tsū Za Manhatta Purojeku?) eftersom det ursprungliga spelet Teenage Mutant Ninja Turtles till Famicom fick sin titel ändrad i Japan, vilket påverkade numreringen av uppföljarna. Ingen PAL-version släpptes, dock påverkade detta inte PAL-numreringen numreringen av kommande spel i serien, som (Teenage Mutant Hero Turtles IV för SNES).

## Handling
Sköldpaddorna befinner sig på stranden under en semester i ett soligt Key West i Florida, då de slår på sin rese-TV och ser Aprils senaste nyhetsrapport då April rapporterar om ökande brottslighet slås nätverkets signaler plötsligt ut. Plötsligt visar sig Shredder i TV med ett meddelande riktat till sköldpaddorna. Han försätter ön Manhattan i svävande tillstånd över New York och tar April till fånga. Sköldpaddorna avbryter sin semester. De måste nu återvända hem, rädda April och återigen sänka Manhattan till havsnivå.

## Spelet
Spelet är, precis som sin föregångare, ett sidscrollande fightingspel. Man kan spela en eller två spelare. Tvåspelarläget har två olika lägen, A och B. I läge A kan spelarna skada varandra, men inte i läge B. I spelet rör man sig framåt. Då en spelare förlorar ett "liv" kan den välja att byta spelfigur innan den fortsätter. Om en spelare förlorat alla "liv" kan den återkomma genom att "stjäla" ett av den andra spelarens "liv".

### Specialattacker
En nyhet för spelet var specialattackerna, unika för varje sköldpadda. Anfallen kan orsaka stor skada på motståndare, men kostar spelaren en poäng på energimätaren tills det bara finns en kvar.

## Fotsoldater
Precis som i föregående spel är Shredders Fotsoldater huvudfiender. De attackerar alltid i gruppar av tre och i olika färger. Fotsoldater av olika färger använder olika vapen och attacker.

## Bossar
De flesta bossarna kan kännas igen från 1987 års tecknade TV-serie och Archie Comics Teenage Mutant Ninja Turtles Adventures, och innehållr bland annat Dirtbag, Groundchuck, Slash, och Leatherhead, liksom Tokka och Rahzar (från den andra långfilmen), och kända figruer som Rocksteady, Bebop, Krang och Shredder. På förpackningen medverkar även en triceraton, men inga triceratoner förekommer i spelet.

### Fotnoter
1. ↑  ”Teenage Mutant Ninja Turtles III: The Manhattan Project (NES)” (på engelska). Mobygames. 10 mars 1991. http://www.mobygames.com/game/nes/teenage-mutant-ninja-turtles-iii-the-manhattan-project. Läst 1 december 2015.